# Ranulfo da Silva Farias
Ranulfo da Silva Farias (* 12. September 1887 in Nazaré, Bahia; † 19. Oktober 1963 in Maceió, Alagoas) war ein brasilianischer Geistlicher und römisch-katholischer Erzbischof von Maceió.

## Leben
Ranulfo da Silva Farias empfing am 3. April 1910 das Sakrament der Priesterweihe.
Am 22. April 1920 ernannte ihn Papst Benedikt XV. zum Bischof von Guaxupé. Der Erzbischof von São Salvador da Bahia, Jerônimo Tomé da Silva, spendete ihm am 12. September desselben Jahres die Bischofsweihe; Mitkonsekratoren waren der Erzbischof von Maceió, Manuel Antônio de Oliveira Lopes, und der Bischof von Ilhéus, Manoel Antônio de Paiva. 1920 ließ Ranulfo da Silva Farias das Priesterseminar Nossa Senhora Auxiliadora in Guaxupé errichten, welches er am 2. Februar 1923 einweihte.
Papst Pius XII. ernannte ihn am 5. August 1939 zum Erzbischof von Maceió.